# Liste der Kulturdenkmale in Reinhardtsdorf-Schöna
Die Liste der Kulturdenkmale in Reinhardtsdorf-Schöna enthält die Kulturdenkmale in Reinhardtsdorf-Schöna. Die Anmerkungen sind zu beachten.
Diese Liste ist eine Teilliste der Liste der Kulturdenkmale im Landkreis Sächsische Schweiz-Osterzgebirge. 

Diese Liste ist eine Teilliste der Liste der Kulturdenkmale in Sachsen.

## Legende
- Bild: Bild des Kulturdenkmals, ggf. zusätzlich mit einem Link zu weiteren Fotos des Kulturdenkmals im Medienarchiv Wikimedia Commons. Wenn man auf das Kamerasymbol klickt, können Fotos zu Kulturdenkmalen aus dieser Liste hochgeladen werden:
- Bezeichnung: Denkmalgeschützte Objekte und ggf. Bauwerksname des Kulturdenkmals
- Lage: Straßenname und Hausnummer oder Flurstücknummer des Kulturdenkmals. Die Grundsortierung der Liste erfolgt nach dieser Adresse. Der Link (Karte) führt zu verschiedenen Kartendiensten mit der Position des Kulturdenkmals. Fehlt dieser Link, wurden die Koordinaten noch nicht eingetragen. Sind diese bekannt, können sie über ein Tool mit einer Kartenansicht einfach nachgetragen werden. In dieser Kartenansicht sind Kulturdenkmale ohne Koordinaten mit einem roten bzw. orangen Marker dargestellt und können durch Verschieben auf die richtige Position in der Karte mit Koordinaten versehen werden. Kulturdenkmale ohne Bild sind an einem blauen bzw. roten Marker erkennbar.
- Datierung: Baubeginn, Fertigstellung, Datum der Erstnennung oder grobe zeitliche Einordnung entsprechend des Eintrags in der sächsischen Denkmaldatenbank
- Beschreibung: Kurzcharakteristik des Kulturdenkmals entsprechend des Eintrags in der sächsischen Denkmaldatenbank, ggf. ergänzt durch die dort nur selten veröffentlichten Erfassungstexte oder zusätzliche Informationen
- ID: Vom Landesamt für Denkmalpflege Sachsen vergebene, das Kulturdenkmal eindeutig identifizierende Objekt-Nummer. Der Link führt zum PDF-Denkmaldokument des Landesamtes für Denkmalpflege Sachsen. Bei ehemaligen Kulturdenkmalen können die Objektnummern unbekannt sein und deshalb fehlen bzw. die Links von aus der Datenbank entfernten Objektnummern ins Leere führen. Ein ggf. vorhandenes Icon  führt zu den Angaben des Kulturdenkmals bei Wikidata.

## Kleingießhübel
| Bild                                    | Bezeichnung | Lage                         | Datierung                               | Beschreibung | ID       |
| --------------------------------------- | --- | ---------------------------- | --------------------------------------- | --- | -------- |
| Direkt Bild zu diesem Denkmal hochladen | Wohnhaus | Dorfstraße 4 (Karte)         | bez. 1801                               | Obergeschoss Fachwerk, in der Korbbogentür bezeichnet, baugeschichtlich von Bedeutung. | 09223645 |
| Direkt Bild zu diesem Denkmal hochladen | Wohnstallhaus (Nr. 5), Auszüglerhaus (Nr. 5a), östliche Scheune und Schuppen eines Dreiseithofes                                 | Dorfstraße 5; 5a (Karte)     | 1. Hälfte 19. Jh.                       | Wohnstallhaus Obergeschoss Fachwerk, zum Teil verbrettert, Auszüglerhaus Obergeschoss Fachwerk, zum Teil verbrettert, Scheune und Schuppen verbrettert, baugeschichtlich und wirtschaftsgeschichtlich von Bedeutung. | 09223662 |
| Direkt Bild zu diesem Denkmal hochladen | Auszüglerhaus eines Vierseithofes                                                                                                | Dorfstraße 7 (Karte)         | Anfang 19. Jh., verändert               | Obergeschoss Fachwerk, zum Teil verbrettert, baugeschichtlich und sozialgeschichtlich von Bedeutung. | 09223663 |
| Direkt Bild zu diesem Denkmal hochladen | Wohnstallhaus und Seitengebäude eines Zweiseithofes                                                                              | Dorfstraße 8 (Karte)         | 1. Hälfte 19. Jh.                       | Wohnstallhaus Obergeschoss zum Teil Fachwerk, verbrettert, Seitengebäude verbrettert, baugeschichtlich und wirtschaftsgeschichtlich von Bedeutung. | 09223661 |
| Direkt Bild zu diesem Denkmal hochladen | Wohnhaus | Dorfstraße 9b (Karte)        | bez. 1848                               | Obergeschoss Fachwerk verbrettert, Hofseite Sichtfachwerk, Krüppelwalmdach, baugeschichtlich von Bedeutung. Türsturz bezeichnet. | 09223660 |
| Direkt Bild zu diesem Denkmal hochladen | Wohnhaus | Dorfstraße 11a (bei) (Karte) | um 1800                                 | Obergeschoss Fachwerk, zum Teil verbrettert, baugeschichtlich von Bedeutung. | 09223666 |
| Direkt Bild zu diesem Denkmal hochladen | Wohnstallhaus | Dorfstraße 12 (Karte)        | 1. Hälfte 19. Jh.                       | Obergeschoss Fachwerk verbrettert, Giebelseite Sichtfachwerk, Beispiel regionaltypischer Holzbauweise, baugeschichtlich von Bedeutung. Erdgeschoss massiv, Sandstein-Türgewände (Korbbogen), Stallteil jetzt Garage, Obergeschoss-Fenster in originaler Größe, Satteldach, eine Giebelseite massiv. | 09229976 |
| Weitere Bilder                          | Wohnstallhaus (Umgebinde, Nr. 13b) und Auszüglerhaus (Umgebinde, Nr. 13) eines ehem. Dreiseithofes                               | Dorfstraße 13 (Karte)        | Türsturz bez. 1848                      | Auszüglerhaus Obergeschoss Fachwerk, baugeschichtlich, wirtschaftsgeschichtlich und sozialgeschichtlich von Bedeutung. | 09223659 |
| Weitere Bilder                          | Wohnstallhaus (Umgebinde, Nr. 13b) und Auszüglerhaus (Umgebinde, Nr. 13) eines ehem. Dreiseithofes                               | Dorfstraße 13b (Karte)       | Türsturz bez. 1848                      | Wohnstallhaus Obergeschoss Fachwerk verbrettert, baugeschichtlich, wirtschaftsgeschichtlich und sozialgeschichtlich von Bedeutung. | 09223659 |
| Direkt Bild zu diesem Denkmal hochladen | Wohnhaus | Dorfstraße 29 (Karte)        | Anfang 19. Jh.                          | Obergeschoss Fachwerk, zum Teil verändert, baugeschichtlich von Bedeutung. | 09223665 |
| Direkt Bild zu diesem Denkmal hochladen | Wohnhaus | Dorfstraße 31 (Karte)        | Anfang 19. Jh.                          | Obergeschoss Fachwerk, zum Teil verbrettert, baugeschichtlich von Bedeutung. | 09223670 |
| Weitere Bilder                          | Wohnhaus (Umgebinde) | Hirschgrund 15 (Karte)       | bez. 1775                               | Obergeschoss Fachwerk, zum Teil verbrettert, Schlussstein der Korbbogentür bezeichnet, baugeschichtlich von Bedeutung. | 09223652 |
| Direkt Bild zu diesem Denkmal hochladen | Wohnhaus | Hirschgrund 16 (Karte)       | um 1800                                 | Obergeschoss Fachwerk, zum Teil verbrettert, baugeschichtlich von Bedeutung. | 09223653 |
| Weitere Bilder                          | Wohnstallhaus (Umgebinde) und Seitengebäude eines Bauernhofes                                                                    | Hirschgrund 18 (Karte)       | bez. 1835                               | Wohnstallhaus Obergeschoss Fachwerk verschiefert, Seitengebäude verbrettert, baugeschichtlich von Bedeutung. | 09223658 |
| Direkt Bild zu diesem Denkmal hochladen | Wohnhaus | Hirschgrund 20 (Karte)       | um 1800                                 | Obergeschoss Fachwerk, baugeschichtlich von Bedeutung. | 09223648 |
| Direkt Bild zu diesem Denkmal hochladen | Wohnhaus | Hirschgrund 21 (Karte)       | vor 1750                                | Obergeschoss Fachwerk, baugeschichtlich von Bedeutung. | 09223656 |
| Direkt Bild zu diesem Denkmal hochladen | Wohnhaus | Hirschgrund 22 (Karte)       | um 1800                                 | ohne Anbauten, Obergeschoss Fachwerk, baugeschichtlich von Bedeutung. | 09223655 |
| Weitere Bilder                          | Wohnhaus (Umgebinde) | Hirschgrund 23 (Karte)       | Anfang 19. Jh.                          | Obergeschoss Fachwerk, baugeschichtlich von Bedeutung. | 09223654 |
| Direkt Bild zu diesem Denkmal hochladen | Wohnhaus | Krippenstraße 33 (Karte)     | 1. Hälfte 19. Jh.                       | Obergeschoss Fachwerk, Giebeldreieck verbrettert, baugeschichtlich von Bedeutung. | 09223668 |
| Weitere Bilder                          | Rölligmühle | Krippenstraße 35 (Karte)     | 2. Hälfte 18. Jh. (altes Mühlengebäude) | Ehemaliges Mühlenanwesen mit altem Mühlengebäude über winkligem Grundriss, nördlichem Wohn- und Wirtschaftsgebäude, westlichem neuen Mühlengebäude und südlichem hölzernen Gaststättengebäude sowie Radkammer mit Wasserrad zwischen altem und neuem Mühlengebäude – baugeschichtlich, ortsgeschichtlich und technikgeschichtlich von Bedeutung, altes Mühlengebäude. Obergeschoss Fachwerk, zum Teil verbrettert, Wohn- und Wirtschaftsgebäude, Obergeschoss Fachwerk verbrettert, neues Mühlengebäude dreigeschossig, zweites Obergeschoss Fachwerk verbrettert, Türsturz bezeichnet, | 09223667 |
| Weitere Bilder                          | Ehem. Erblehngericht | Rundweg 1; 1b (Karte)        | bez. 1820                               | Wohnstallhaus (Umgebinde, Nr. 1) und Wohnhaus (Nr. 1b) – Wohnstallhaus Obergeschoss Fachwerk, in der Korbbogentür bezeichnet 1820, Wohnhaus mit Schmuckfachwerk und Umgebinde, in der Fassade bezeichnet 1893, baugeschichtlich, ortsgeschichtlich und straßenbildprägend von Bedeutung. | 09223650 |
| Weitere Bilder                          | Wohnhaus (Umgebinde) | Rundweg 2 (Karte)            | 1. Hälfte 19. Jh.                       | Obergeschoss Fachwerk, zum Teil verbrettert, baugeschichtlich und straßenbildprägend von Bedeutung. | 09223647 |
| Weitere Bilder                          | Wohnstallhaus (Umgebinde) und Seitengebäude eines Bauernhofes                                                                    | Rundweg 3 (Karte)            | bez. 1824                               | Wohnstallhaus Obergeschoss Fachwerk, in der Korbbogentür bezeichnet, Seitengebäude Putzbau mit verbrettertem Drempel, baugeschichtlich und wirtschaftsgeschichtlich von Bedeutung. | 09223646 |
| Weitere Bilder                          | Südliches Wohnstallhaus (Umgebinde), nördliches Seitengebäude, westliche Feldscheune und südöstliche Scheune eines Dreiseithofes | Rundweg 27 (Karte)           | bez. 1829                               | Wohnstallhaus Obergeschoss Fachwerk verbrettert, Seitengebäude Obergeschoss Fachwerk verbrettert, Scheunen verbrettert, baugeschichtlich und wirtschaftsgeschichtlich von Bedeutung. | 09223651 |
| Direkt Bild zu diesem Denkmal hochladen | Wohnhaus | Zimmerbahne 12b (Karte)      | um 1905                                 | Putzbau mit Schmuckfachwerk und vorgelagertem neueren Wintergarten, baugeschichtlich von Bedeutung. | 09223672 |

## Reinhardtsdorf
| Bild                                    | Bezeichnung                                                                | Lage                         | Datierung                       | Beschreibung | ID       |
| --------------------------------------- | -------------------------------------------------------------------------- | ---------------------------- | ------------------------------- | --- | -------- |
|                                         | Triangulationssäule                                                        | (Karte)                      | bez. 1865 (Triangulationssäule) | Station der Königlich-Sächsischen Triangulation, Netz 2. Ordnung, wissenschaftlich und technikgeschichtlich von Bedeutung. Zylindrische Vermessungssäule aus Neundorfer Sandstein, Inschrift: „Station / ZSCHIRNSTEIN / der / Kön:Sächs: / Triangulierung / 1865.“, „TP“, „D“, Station 55, Höhe 1,70 m, quadratische Sockelplatte, darauf Säule mit abgesetzten Sockelbändern, 2011 restauriert. | 09302462 |
| Weitere Bilder                          | Sachgesamtheit Dorfkirche und Kirchhof Reinhardtsdorf mit Einzeldenkmalen  | Am Viehbigt - (Karte)        | nach 1920                       | Sachgesamtheit Dorfkirche und Kirchhof Reinhardtsdorf mit den Einzeldenkmalen: Kirche, Kirchhofstorhaus im Südwesten, Brunnenhaus im Osten, sieben Grabmale, Kriegerdenkmal für die Gefallenen des Ersten Weltkrieges und Zweiten Weltkrieges sowie Einfriedungsmauer (siehe Einzeldenkmalliste – Obj. 09223563), dazu die Aufbahrungshalle als Sachgesamtheitsteil – Saalkirche mit dreiseitig geschlossenem Chor, hölzernem Turm als Dachreiter und Anbau, Westportal bezeichnet, baugeschichtlich und ortsgeschichtlich von Bedeutung. | 09304402 |
| Weitere Bilder                          | Dorfkirche und Kirchhof Reinhardtsdorf (Einzeldenkmale zu ID-Nr. 09304402) | Am Viehbigt - (Karte)        | bez. 1675                       | Einzeldenkmale der Sachgesamtheit Dorfkirche und Kirchhof Reinhardtsdorf: Kirche, Kirchhofstorhaus im Südwesten, Brunnenhaus im Osten, sieben Grabmale, Kriegerdenkmal für die Gefallenen des Ersten und Zweiten Weltkrieges sowie Einfriedungsmauer – Saalkirche mit dreiseitig geschlossenem Chor, hölzernem Turm als Dachreiter und Anbau, Westportal bezeichnet, baugeschichtlich und ortsgeschichtlich von Bedeutung. | 09223563 |
|                                         | Pfarrhof                                                                   | Am Viehbigt 78; 78a (Karte)  | Anfang 19. Jh.                  | Pfarrhaus (Nr. 78), zwei Seitengebäude (das nordwestliche Seitengebäude Nr. 78a) und Feldscheune eines Pfarrhofes sowie drei Torpfeiler, Pflasterung im Hof und Pfarrgarten – nordwestliches Seitengebäude zum Teil Fachwerk, Feldscheune verbrettert, baugeschichtlich und ortsgeschichtlich von Bedeutung. Pfarrhaus zweigeschossiger Putzbau mit Mansarddach, Feldscheune unterhalb des Friedhofs gelegen. | 09223562 |
| Weitere Bilder                          | Wohnstallhaus, Seitengebäude und Stallgebäude eines Vierseithofes          | Am Viehbigt 88 (Karte)       | bez. 1819                       | Westliches Wohnstallhaus mit winklig angebautem Seitengebäude, südliches Stallgebäude, nördliches Seitengebäude sowie östliche Scheune eines Vierseithofes – Wohnstallhaus Obergeschoss Fachwerk, Giebel verbrettert, baugeschichtlich und wirtschaftsgeschichtlich von Bedeutung. Seitengebäude: Korbbogentür bezeichnet 1809, Scheune: Türsturz bezeichnet 1913, Stallgebäude: am Kellereingang bezeichnet 1786, am Türsturz 1901. | 09223557 |
| Direkt Bild zu diesem Denkmal hochladen | Wohnstallhaus und Scheune eines Winkelhofes sowie Wassertrog               | Bauernsteig 18 (Karte)       | Türgewände bez. 1819            | Wohnstallhaus Obergeschoss Fachwerk verbrettert, mit hölzernem Galerieaufgang, Scheune verbrettert, baugeschichtlich und wirtschaftsgeschichtlich von Bedeutung. | 09223574 |
| Direkt Bild zu diesem Denkmal hochladen | Wohnstallhaus und Scheune eines Zweiseithofes                              | Dr.-Jacobi-Weg 1 (Karte)     | bez. 1793                       | Wohnstallhaus sowie zwei Erdkeller – Wohnstallhaus Obergeschoss Fachwerk verbrettert, Scheune verbrettert, eine Erdkeller im Innern bezeichnet, baugeschichtlich und wirtschaftsgeschichtlich von Bedeutung. | 09223583 |
| Direkt Bild zu diesem Denkmal hochladen | Wohnstallhaus und Scheune eines Zweiseithofes                              | Dr.-Jacobi-Weg 1c (Karte)    | 1. Hälfte 19. Jh.               | Wohnstallhaus Obergeschoss Fachwerk, zum Teil verbrettert, Scheune verbrettert, zum Teil verändert, baugeschichtlich und wirtschaftsgeschichtlich von Bedeutung. | 09223582 |
| Direkt Bild zu diesem Denkmal hochladen | Wohnhaus mit Oberlaube und Seitengebäude eines Gehöfts                     | Dr.-Jacobi-Weg 2e (Karte)    | wohl vor 1800                   | Wohnhaus Obergeschoss Fachwerk, verbretterte Oberlaube, baugeschichtlich von Bedeutung, mit Krüppelwalmdach. | 09223581 |
| Direkt Bild zu diesem Denkmal hochladen | Wohnhaus                                                                   | Dr.-Jacobi-Weg 3 (Karte)     | 1. Hälfte 19. Jh.               | Obergeschoss Fachwerk, baugeschichtlich von Bedeutung, mit Krüppelwalmdach. | 09223580 |
| Weitere Bilder                          | Wohnstallhaus (Umgebinde), Auszugshaus und Scheune eines Bauernhofes       | Dr.-Jacobi-Weg 5; 5b (Karte) | bez. 1823                       | Wohnstallhaus Obergeschoss Fachwerk, Auszugshaus Obergeschoss Fachwerk, Giebeldreieck verbrettert, Scheune verbrettert, baugeschichtlich, sozialgeschichtlich und wirtschaftsgeschichtlich von Bedeutung, Wohnstallhaus: in Korbbogentür bezeichnet 1823, Scheune: im Türsturz bezeichnet 1904. | 09223579 |
| Direkt Bild zu diesem Denkmal hochladen | Wohnstallhaus                                                              | Dr.-Jacobi-Weg 7 (Karte)     | wahrscheinlich vor 1800         | Obergeschoss Fachwerk, Relikt ländlicher Bauweise, baugeschichtlich von Bedeutung. Erdgeschoss Sandsteinquader, Fenstergewände, gesprosste Fenster, Fachwerkkonstruktion weitgehend intakt, nur Hofseite mit Einbrüchen, Korbbogentürgewände, steiles Satteldach mit Aufschieblingen, Schieferdeckung, Giebel ornamental verschiefert. | 09221795 |
| Direkt Bild zu diesem Denkmal hochladen | Wohnhaus                                                                   | Dr.-Jacobi-Weg 12 (Karte)    | Anfang 19. Jh.                  | Obergeschoss Fachwerk, zum Teil verbrettert, baugeschichtlich von Bedeutung. | 09223576 |
| Direkt Bild zu diesem Denkmal hochladen | Ehem. Erb- und Lehnrichtergut                                              | Dr.-Jacobi-Weg 13 (Karte)    | 2. Hälfte 19. Jh.               | Wohnstallhaus eines Bauernhofes – massives Gebäude mit aufwändiger Putzgliederung, Krüppelwalmdach, baugeschichtlich und ortsgeschichtlich von Bedeutung. Im Erdgeschoss Putzrustika, Obergeschoss mit Eckpilastern, Gesimsbänder, mit Krüppelwalmdach. | 09223575 |
| Direkt Bild zu diesem Denkmal hochladen | Bogenbrücke                                                                | Dr.-Jacobi-Weg 13 (Karte)    | 19. Jh.                         | Haustein, baugeschichtlich von Bedeutung. Bruchstein-Bogenbrücke. | 09299676 |
| Weitere Bilder                          | Wohnhaus                                                                   | Forstamtsweg 29 (Karte)      | Türsturz bez. 1846              | Obergeschoss Fachwerk verbrettert, baugeschichtlich von Bedeutung. | 09223570 |
| Direkt Bild zu diesem Denkmal hochladen | Bahnwärterhaus                                                             | Elbradweg 101 (Karte)        | um 1900                         | Bahnwärterhaus – Klinkerbau, eisenbahngeschichtlich von Bedeutung. (Adresse auch Hirschmühle 3). | 09299729 |
| Direkt Bild zu diesem Denkmal hochladen | Forsthof                                                                   | Forstamtsweg 30; 30b (Karte) | Mitte 19. Jh.                   | Wohnhaus, Auszüglerhaus und Seitengebäude eines Forsthofes – Wohnstallhaus Obergeschoss Fachwerk verkleidet, Auszüglerhaus Obergeschoss verbrettert, zum Teil verändert, baugeschichtlich, sozialgeschichtlich und ortsgeschichtlich von Bedeutung. Wohnstallhaus mit Krüppelwalmdach. | 09223571 |
| Direkt Bild zu diesem Denkmal hochladen | Wohnstallhaus                                                              | Hauptstraße 38 (Karte)       | wahrscheinlich vor 1800         | Obergeschoss Fachwerk verbrettert, baugeschichtliche Relevanz, bildprägend. Erdgeschoss massiv, kein Tonnengewölbe, nur preußische Kappe unter Wohnteil, Fachwerk unversehrt, gute Verbretterung, liegender Dachstuhl verbeilt, große Sparrenabstände, Deckung mit Falzziegeln (Falzziegelfabrik Briesnitz, Dresden, Maximilian Noetzold), Grundriss zeigt typische Dreiteilung. | 09223585 |
|                                         | Wohnstallhaus eines Bauernhofes                                            | Hauptstraße 55 (Karte)       | Anfang 19. Jh.                  | Obergeschoss Fachwerk verbrettert, baugeschichtlich von Bedeutung. | 09223572 |
|                                         | Wohnhaus und Nebengebäude                                                  | Hauptstraße 74 (Karte)       | 1. Hälfte 19. Jh.               | Wohnhaus Obergeschoss Fachwerk verbrettert, baugeschichtlich von Bedeutung, mit Krüppelwalmdach. | 09223564 |
| Direkt Bild zu diesem Denkmal hochladen | Wohnhaus                                                                   | Hauptstraße 80 (Karte)       | 1. Hälfte 19. Jh.               | Obergeschoss Fachwerk, zum Teil verbrettert, baugeschichtlich von Bedeutung. | 09223561 |
| Direkt Bild zu diesem Denkmal hochladen | Wohnstallhaus                                                              | Hauptstraße 82 (Karte)       | Anfang 19. Jh.                  | Obergeschoss Fachwerk, zum Teil verbrettert, baugeschichtlich von Bedeutung. | 09223560 |
| Direkt Bild zu diesem Denkmal hochladen | Wohnhaus                                                                   | Hauptstraße 83 (Karte)       | 2. Drittel 19. Jh.              | Obergeschoss Fachwerk, zum Teil verbrettert, baugeschichtlich von Bedeutung. mit Krüppelwalmdach | 09223559 |
| Direkt Bild zu diesem Denkmal hochladen | Wohnhaus                                                                   | Hauptstraße 86 (Karte)       | Anfang 19. Jh.                  | Obergeschoss Fachwerk, zum Teil verbrettert, baugeschichtlich von Bedeutung. | 09223555 |
| Direkt Bild zu diesem Denkmal hochladen | Wohnhaus                                                                   | Hauptstraße 87 (Karte)       | um 1900                         | Obergeschoss Fachwerk, zum Teil verbrettert, baugeschichtlich von Bedeutung. | 09223553 |
| Weitere Bilder                          | Hirschmühle                                                                | Hirschgrund 39 (Karte)       | 3. Viertel 19. Jh.              | Wohnhaus und Maschinenhaus der ehemaligen Mühle – Wohnhaus zweigeschossiger Putzbau mit Fassadengliederung, schmiedeeiserner Balkon, baugeschichtlich und ortsgeschichtlich von Bedeutung. 1902 abgebrannt, Neuaufbau der Schneidemühle. | 09223632 |
|                                         | Wohnstallhaus und Scheune eines Zweiseithofes                              | Krippenberg 89 (Karte)       | lt. Auskunft 1789               | ehem. Pfarrgut, Wohnstallhaus Obergeschoss Fachwerk, zum Teil verbrettert, Scheune verbrettert, baugeschichtlich und wirtschaftsgeschichtlich von Bedeutung. | 09223556 |
| Direkt Bild zu diesem Denkmal hochladen | Brunnen                                                                    | Krippenberg 97 (Karte)       | wahrscheinlich vor 1800         | sozialgeschichtlich und wirtschaftsgeschichtlich von Bedeutung. Brunnen ca. 16 m tief, obere 3 m mit behauenen Steinen eingefasst, Durchmesser 110 cm, bei Errichtung der Scheune um 1900 war der Brunnen nicht bekannt. | 09221721 |
| Direkt Bild zu diesem Denkmal hochladen | Wohnstallhaus eines Dreiseithofes                                          | Schrammsteinblick 56 (Karte) | vor 1800                        | Obergeschoss Fachwerk verkleidet, baugeschichtlich von Bedeutung. | 09223586 |
| Direkt Bild zu diesem Denkmal hochladen | Wohnstallhaus, Scheune und Schuppen eines Bauernhofes                      | Schrammsteinblick 57 (Karte) | 1. Hälfte 19. Jh.               | Nördliches Wohnstallhaus, östliche Scheune und Schuppen eines Bauernhofes sowie zwei Erdkeller – Wohnstallhaus Obergeschoss Fachwerk verkleidet, ein Keller im Korbbogen bezeichnet, baugeschichtlich und wirtschaftsgeschichtlich von Bedeutung. | 09223569 |
| Direkt Bild zu diesem Denkmal hochladen | Wohnstallhaus eines Zweiseithofes                                          | Schrammsteinblick 66 (Karte) | Türsturz bez. 1845              | Obergeschoss Fachwerk verbrettert, baugeschichtlich von Bedeutung. Wohnstallhaus mit Krüppelwalmdach. | 09223568 |
| Direkt Bild zu diesem Denkmal hochladen | Wohnstallhaus und Scheune eines Zweiseithofes                              | Schrammsteinblick 73 (Karte) | Korbbogentür bez. 1827          | Wohnstallhaus und Scheune eines Zweiseithofes sowie Steintrog – Wohnstallhaus Obergeschoss Fachwerk, zum Teil verbrettert, Scheune verbrettert, baugeschichtlich und wirtschaftsgeschichtlich von Bedeutung. | 09223567 |
| Direkt Bild zu diesem Denkmal hochladen | Wohnstallhaus mit Oberlaube                                                | Zum Wolfsberg 15 (Karte)     | vermutlich 18. Jahrhundert      | Obergeschoss Fachwerk, sehr ursprünglich, baugeschichtlich von Bedeutung. | 09299675 |
| Direkt Bild zu diesem Denkmal hochladen | Buschmühle                                                                 | Zur Buschmühle 37 (Karte)    | 2. Hälfte 19. Jh.               | Mühlengebäude, südliche Scheune und Mühlrad – Mühlengebäude Obergeschoss Fachwerk verbrettert, baugeschichtlich, ortsgeschichtlich und technikgeschichtlich von Bedeutung. | 09223584 |

## Schöna
| Bild                                    | Bezeichnung                                                                                         | Lage                         | Datierung | Beschreibung | ID       |
| --------------------------------------- | --------------------------------------------------------------------------------------------------- | ---------------------------- | --- | --- | -------- |
| Direkt Bild zu diesem Denkmal hochladen | Wohnhaus                                                                                            | Am Feldrain 47 (Karte)       | 1. Hälfte 19. Jh. | Obergeschoss Fachwerk, zum Teil verbrettert, baugeschichtlich von Bedeutung. | 09223601 |
| Direkt Bild zu diesem Denkmal hochladen | Wohnhaus mit integriertem Wirtschaftsteil                                                           | Am Zirkelstein 38 (Karte)    | lt. Auskunft 1845 | Obergeschoss Fachwerk, Scheunenteil verbrettert, baugeschichtlich von Bedeutung. | 09223588 |
| Weitere Bilder                          | Denkmal für die Gefallenen des Ersten Weltkrieges                                                   | Bahnhofstraße - (Karte)      | lt. Auskunft 1936 (Kriegerdenkmal)                                                                                        | mit Bossen gequaderte Sandsteinstele, mit Namensliste, ortsgeschichtlich von Bedeutung. | 09223609 |
|                                         | Wohnhaus                                                                                            | Bahnhofstraße 19 (Karte)     | lt. Auskunft 1654, aber eher um 1800                                                                                      | Obergeschoss Fachwerk verputzt, zum Teil verbrettert, baugeschichtlich von Bedeutung. | 09223605 |
|                                         | Wohnhaus                                                                                            | Bahnhofstraße 23 (Karte)     | 2. Hälfte 19. Jh. | Obergeschoss Fachwerk verbrettert, baugeschichtlich von Bedeutung. | 09223608 |
| Direkt Bild zu diesem Denkmal hochladen | Wohnhaus                                                                                            | Bahnhofstraße 27 (Karte)     | um 1800 | Obergeschoss Fachwerk verbrettert, baugeschichtlich von Bedeutung, verändert. | 09223603 |
|                                         | Gasthaus, dazu Einfriedung                                                                          | Bahnhofstraße 102b (Karte)   | um 1900 | repräsentativer Klinkerbau mit Schmuckfachwerk und geschnitztem Erker, Einfriedung mit schmiedeeisernem Tor, baugeschichtlich von Bedeutung, bildprägend. | 09223640 |
|                                         | Wohnhaus                                                                                            | Bahnhofstraße 102e (Karte)   | um 1900 | repräsentativer Putzbau mit Eckquaderung, Schmuckfachwerk und Holzbalkons, baugeschichtlich von Bedeutung, bildprägend. | 09223641 |
|                                         | Ehemaliges Grenzzollhaus                                                                            | Bahnhofstraße 104 (Karte)    | 19. Jh. | zweigeschossiger Putzbau mit Mittelrisalit, Gurtgesims und weitem Dachüberstand, baugeschichtlich und ortsgeschichtlich von Bedeutung. | 09223638 |
| Direkt Bild zu diesem Denkmal hochladen | Bodechtelbruch; Teichsteinbrüche                                                                    | Elbradweg - (Karte)          | 19./20. Jh. | Steinbruch, Schmiede, darin Sockel von Amboss und Wasserstein sowie Rampe zur Eisenbahn und zur Elbe – letzter erhaltener Bestandteil der Teichsteinbrüche, Unterführung unter der Bahn aus regelmäßigen Sandsteinquadern, Wege der Lorenbahnen und Windenberg, ortsgeschichtlich und technikgeschichtlich von Bedeutung.   | 09225532 |
| Direkt Bild zu diesem Denkmal hochladen | Bahnwärterhaus                                                                                      | Elbradweg 95 (Karte)         | um 1900 | Bahnwärterhaus der Bahnstrecke Bodenbach–Dresden – Putzbau mit verbrettertem Drempel, eisenbahngeschichtlich von Bedeutung. | 09299726 |
| Direkt Bild zu diesem Denkmal hochladen | Bahnwärterhaus auf Sockel                                                                           | Elbradweg 97 (Karte)         | um 1900 | Putzbau mit verbrettertem Drempel, eisenbahngeschichtlich von Bedeutung. | 09299727 |
| Direkt Bild zu diesem Denkmal hochladen | Wohnhaus                                                                                            | Elbradweg 99 (Karte)         | 1. Hälfte 19. Jh. | Obergeschoss Fachwerk, zum Teil verbrettert, baugeschichtlich von Bedeutung. Krüppelwalmdach. | 09223644 |
| Direkt Bild zu diesem Denkmal hochladen | Wohnhaus                                                                                            | Elbradweg 100 (Karte)        | Anfang 19. Jh. | Obergeschoss Fachwerk verbrettert, mit Korbbogentür, baugeschichtlich von Bedeutung. | 09223643 |
| Direkt Bild zu diesem Denkmal hochladen | Bahnwärterhaus                                                                                      | Elbradweg 100b (Karte)       | um 1900 | Klinkerbau mit Zierfries am Giebel, eisenbahngeschichtlich von Bedeutung. | 09299730 |
|                                         | Wohnhaus                                                                                            | Elbradweg 101b (Karte)       | um 1910 | am Bahndamm gelegener Putzbau mit ausgebautem Dachgeschoss, Mansardschopfwalmdach, baugeschichtlich von Bedeutung. | 09223642 |
|                                         | Bahnhof Schöna                                                                                      | Elbradweg 103 (Karte)        | Ende 19. Jh. | Eisenbahner-Wohnhaus – Sandstein-/Ziegelbau, eisenbahngeschichtlich von Bedeutung. | 09223639 |
| Direkt Bild zu diesem Denkmal hochladen | Wohnhaus                                                                                            | Grundweg 53 (Karte)          | Anfang 19. Jh. | Obergeschoss Fachwerk, zum Teil verbrettert, baugeschichtlich von Bedeutung. | 09223622 |
| Weitere Bilder                          | Wohnhaus (Umgebinde)                                                                                | Grundweg 57 (Karte)          | um 1800 | Obergeschoss Fachwerk verkleidet, baugeschichtlich von Bedeutung. | 09223623 |
| Direkt Bild zu diesem Denkmal hochladen | Wohnstallhaus, Auszugshaus und Scheune eines Dreiseithofes                                          | Grundweg 59; 59a (Karte)     | bez. 1823 | Wohnstallhaus Obergeschoss Fachwerk, Auszugshaus Obergeschoss Fachwerk, Scheune verbrettert, baugeschichtlich, sozialgeschichtlich und wirtschaftsgeschichtlich von Bedeutung. Auszüglerhaus modernisiert, Wohnstallhaus bezeichnet 1823 in Korbbogentür, Scheune jünger.                                                   | 09223624 |
| Direkt Bild zu diesem Denkmal hochladen | Wohnhaus                                                                                            | Grundweg 67 (Karte)          | 1. Hälfte 19. Jh. | Obergeschoss Fachwerk verkleidet, baugeschichtlich von Bedeutung. | 09223630 |
| Direkt Bild zu diesem Denkmal hochladen | Wohnhaus                                                                                            | Grundweg 69 (Karte)          | Anfang 19. Jh. | Obergeschoss Fachwerk, zum Teil verbrettert, baugeschichtlich von Bedeutung. | 09223625 |
| Direkt Bild zu diesem Denkmal hochladen | Wohnhaus                                                                                            | Grundweg 76 (Karte)          | 1. Hälfte 19. Jh. | Obergeschoss Fachwerk, baugeschichtlich von Bedeutung. | 09223627 |
| Direkt Bild zu diesem Denkmal hochladen | Wohnhaus                                                                                            | Grundweg 77 (Karte)          | bez. 1847 | Obergeschoss Fachwerk verbrettert, Türsturz bezeichnet, baugeschichtlich von Bedeutung. | 09223626 |
| Weitere Bilder                          | Wohnhaus                                                                                            | Grundweg 78 (Karte)          | bez. 1848 | Obergeschoss Fachwerk, Türsturz bezeichnet, baugeschichtlich von Bedeutung. | 09223628 |
| Weitere Bilder                          | Wohnhaus (Umgebinde)                                                                                | Hauptstraße 4 (Karte)        | 2. Hälfte 18. Jh. | ohne Anbau, Obergeschoss Fachwerk, zum Teil verbrettert, baugeschichtlich und straßenbildprägend von Bedeutung. | 09223615 |
|                                         | Wohnhaus                                                                                            | Hauptstraße 9 (Karte)        | Anfang 19. Jh. | Obergeschoss Fachwerk, zum Teil verbrettert, baugeschichtlich von Bedeutung. | 09223616 |
| Weitere Bilder                          | Wohnstallhaus, Auszugshaus (Umgebinde), Scheune und Schuppen eines Vierseithofes                    | Hauptstraße 30; 30a (Karte)  | 1850 | Wohnstallhaus Obergeschoss Fachwerk verbrettert, Auszüglerhaus Obergeschoss Fachwerk, Schuppen verbrettert, baugeschichtlich, sozialgeschichtlich und wirtschaftsgeschichtlich von Bedeutung. | 09223600 |
| Direkt Bild zu diesem Denkmal hochladen | Wohnhaus                                                                                            | Hauptstraße 39 (Karte)       | bez. 1839 | Obergeschoss Fachwerk verbrettert, Korbbogentür bezeichnet, baugeschichtlich von Bedeutung. | 09223587 |
| Direkt Bild zu diesem Denkmal hochladen | Sandsteinblock mit Schönaer Wappen von 1713                                                         | Hauptstraße 39 (vor) (Karte) | bez. 1713 | ortsgeschichtlich von Bedeutung. Wappen: Berg mit Baum und Sonne. | 09223589 |
| Direkt Bild zu diesem Denkmal hochladen | Wohnhaus und Nebengebäude                                                                           | Hauptstraße 43 (Karte)       | Mitte 19. Jh. | Wohnhaus Obergeschoss Fachwerk, zum Teil verbrettert, baugeschichtlich von Bedeutung. Krüppelwalmdach. | 09223598 |
| Direkt Bild zu diesem Denkmal hochladen | Rathaus                                                                                             | Hauptstraße 43b (Karte)      | bez. 1925 | Rathaus, dazu Einfriedung und Torpfeiler – zweigeschossiger Putzbau mit vermauertem Rundbogenportal, Schlussstein bezeichnet, Uhrenturm als Dachreiter, baugeschichtlich und ortsgeschichtlich von Bedeutung. Eckquaderung, zum Teil verbrettert, Krüppelwalmdach.                                                          | 09223590 |
| Direkt Bild zu diesem Denkmal hochladen | Wohnhaus                                                                                            | Hauptstraße 45b (Karte)      | bez. 1860 | Putzbau mit einfacher Gliederung, über der Tür bezeichnet, baugeschichtlich von Bedeutung. | 09223602 |
| Direkt Bild zu diesem Denkmal hochladen | Wohnhaus                                                                                            | Hauptstraße 48 (Karte)       | 1. Hälfte 19. Jh. | Obergeschoss Fachwerk, zum Teil verbrettert, baugeschichtlich von Bedeutung. | 09223618 |
| Direkt Bild zu diesem Denkmal hochladen | Wohnhaus, Auszüglerhaus, Seitengebäude und Scheune eines Vierseithofes                              | Hauptstraße 49; 49a (Karte)  | 1. Hälfte 19. Jh. | Wohnhaus Obergeschoss Fachwerk verbrettert, Auszüglerhaus Obergeschoss Fachwerk verbrettert, Seitengebäude und Scheune verbrettert, baugeschichtlich, sozialgeschichtlich und wirtschaftsgeschichtlich von Bedeutung. | 09223617 |
| Weitere Bilder                          | Wohnstallhaus                                                                                       | Hauptstraße 82b (Karte)      | bez. 1826 | an der Giebelseite Fachwerk, zwei Korbbogentüren, eine bezeichnet, Mansardkrüppelwalmdach, baugeschichtlich von Bedeutung. | 09223629 |
| Direkt Bild zu diesem Denkmal hochladen | Wohnhaus                                                                                            | Hauptstraße 87 (Karte)       | 1. Hälfte 19. Jh. | Obergeschoss Fachwerk verkleidet, baugeschichtlich von Bedeutung. | 09223635 |
|                                         | Wohnhaus                                                                                            | Hauptstraße 88 (Karte)       | um 1800 | Obergeschoss Fachwerk verbrettert, baugeschichtlich von Bedeutung. | 09223619 |
|                                         | Wohnhaus                                                                                            | Hauptstraße 90 (Karte)       | Anfang 19. Jh. | Obergeschoss Fachwerk, zum Teil verbrettert, baugeschichtlich von Bedeutung. | 09223620 |
|                                         | Brücke über den Mühlgrundbach                                                                       | Hirschgrund - (Karte)        | 1930er Jahre | Sandsteinbogen, baugeschichtlich und technikgeschichtlich von Bedeutung. | 09223633 |
| Direkt Bild zu diesem Denkmal hochladen | Wohnhaus und Nebengebäude                                                                           | Hirschgrund 83 (Karte)       | Anfang 19. Jh. | Wohnhaus Obergeschoss Fachwerk, zum Teil verbrettert, baugeschichtlich von Bedeutung. | 09223636 |
| Direkt Bild zu diesem Denkmal hochladen | Wohnhaus                                                                                            | Hirschgrund 84 (Karte)       | 1. Hälfte 19. Jh. | Obergeschoss Fachwerk verbrettert, baugeschichtlich von Bedeutung. | 09223637 |
| Weitere Bilder                          | Ehemalige Schneidemühle mit technischer Ausstattung und Wasserrad (Untere Rölligmühle, Niedermühle) | Hirschgrund 93 (Karte)       | 1854 (Gründung); 2. Hälfte 19. Jahrhundert (Wasserrad); 1. Viertel 20. Jahrhundert (Kammrad, Sägegatter und Transmission) | Ortsgeschichtlich bedeutendes Zeugnis eines holzverarbeitendes Betriebes in der Sächsischen Schweiz aus der Mitte des 19. Jahrhunderts und der erhaltenen technischen Ausstattung des frühen 20. Jahrhunderts sowie eines technikgeschichtlich bedeutenden acht Meter im Durchmesser fassenden Wasserrades, Seltenheitswert | 09306843 |
| Direkt Bild zu diesem Denkmal hochladen | Altes Straßenpflaster des Zugangsweges zu Nr. 32 bis 35                                             | Kleiner Weg - (Karte)        | 19. Jh. | Sandsteinquader, ortsgeschichtlich und straßenbildprägend von Bedeutung. | 09223596 |
| Direkt Bild zu diesem Denkmal hochladen | Wohnstallhaus und Scheune eines Bauernhofes                                                         | Kleiner Weg 33 (Karte)       | lt. Auskunft 1798 | Wohnstallhaus Obergeschoss Fachwerk verbrettert, Scheune verbrettert, baugeschichtlich und wirtschaftsgeschichtlich von Bedeutung. | 09223595 |
| Direkt Bild zu diesem Denkmal hochladen | Ehemaliges Wohnstallhaus und Scheune eines Bauernhofes                                              | Kleiner Weg 34 (Karte)       | Türsturz bez. 1840 | Wohnstallhaus Obergeschoss Fachwerk, baugeschichtlich und wirtschaftsgeschichtlich von Bedeutung. Krüppelwalmdach. | 09223594 |
| Direkt Bild zu diesem Denkmal hochladen | Wohnstallhaus eines ehemaligen Dreiseithofes                                                        | Kleiner Weg 35 (Karte)       | um 1800 | Wohnstallhaus Obergeschoss Fachwerk, baugeschichtlich und wirtschaftsgeschichtlich von Bedeutung. | 09223593 |
| Direkt Bild zu diesem Denkmal hochladen | Wohnhaus                                                                                            | Kleiner Weg 36 (Karte)       | um 1800 | Obergeschoss Fachwerk, baugeschichtlich von Bedeutung. | 09223592 |
| Direkt Bild zu diesem Denkmal hochladen | Wohnstallhaus eines Bauernhofes                                                                     | Schulweg 1 (Karte)           | 1805 | ohne Anbau, Obergeschoss Fachwerk, zum Teil verputzt, verändert, baugeschichtlich und ortsgeschichtlich von Bedeutung. | 09223614 |
|                                         | Gasthof „Erblehngericht“                                                                            | Schulweg 2 (Karte)           | bez. 1848 | breit gelagerter Putzbau, im Anbau Tordurchfahrt zum ehemaligen Hof, Krüppelwalmdach, über der Tür bezeichnet 1848, baugeschichtlich, ortsgeschichtlich und straßenbildprägend von Bedeutung. | 09304531 |
| Direkt Bild zu diesem Denkmal hochladen | Wohnstallhaus eines Bauernhofes                                                                     | Schulweg 3 (Karte)           | bez. 1813 | Obergeschoss Fachwerk, Korbbogentür bezeichnet, baugeschichtlich von Bedeutung. | 09223613 |
| Direkt Bild zu diesem Denkmal hochladen | Wohnhaus                                                                                            | Schulweg 6e (Karte)          | Anfang 19. Jh. | Obergeschoss Fachwerk verbrettert, baugeschichtlich von Bedeutung. | 09223612 |
| Direkt Bild zu diesem Denkmal hochladen | Wohnhaus                                                                                            | Schulweg 14 (Karte)          | um 1800 | Obergeschoss Fachwerk verputzt, zum Teil verbrettert, baugeschichtlich von Bedeutung. | 09223610 |
| Direkt Bild zu diesem Denkmal hochladen | Wohnhaus                                                                                            | Schulweg 15 (Karte)          | bez. 1848 | Obergeschoss Fachwerk verbrettert, Türsturz bezeichnet, baugeschichtlich von Bedeutung. | 09223611 |

## Ausführliche Denkmaltexte
1. ↑  Triangulationssäule Zschirnstein 

Denkmaltext: Der Große Zschirnstein ist der höchste Berg der Sächsischen Schweiz mit einem 80 m hohen Steilabfall nach Süden und gleichzeitig Aussichtspunkt mit einer beeindruckenden Fernsicht. Der Vermessungspunkt wurde im September 1865 am südwestlichen Rand des Großen Zschirnsteins errichtet. Der Königlich Sächsische Staatsfiscus war Eigentümer des Grundstückes. Ein Foto aus der Zeit um 1910 zeigt die Säule noch vollständig. Danach war sie viele Jahre nur als Teilstück erhalten. Im Jahr 2011 wurde der obere Teil der Triangulationssäule neu hergestellt und bei einer kleinen Feierstunde am 20. Mai 2011 auf die noch vorhandenen Sockelsteine gesetzt. Die ca. 1,70 m hohe Säule besteht aus Neundorfer Sandstein, dem quadratischen Unterbau zum Fels und einem runden, etwas künstlerisch gearbeitet Deckstein und der darauf aufgesetzte neuere Teil der Säule. Am Sockel sind Sockelbänder eingemeißelt und der Übergang zur glatten oberen Fläche ist abgerundet. Es existiert keine Abdeckung mehr. Die Inschrift „Station / ZSCHIRNSTEIN / der / Kön:Sächs: / Triangulierung / 1865.“ wurde ebenfalls erneuert, deshalb ist wohl auch keine Schrift mehr vorhanden. Diese hat sich vermutlich auf der nun fehlenden Säule befunden. Ein Dreieck im Norden und TP im Süden des runden Steines weisen ihn als trigonometrischen Punkt aus. Im Zeitraum 1862 bis 1890 erfolgte im Königreich Sachsen eine Landesvermessung, bei der zwei Dreiecksnetze gebildet wurden. Zum einen handelt es sich um das Netz für die Gradmessung im Königreich Sachsen (Netz I. Classe/Ordnung) mit 36 Punkten und die Königlich Sächsische Triangulierung (Netz II. Classe/Ordnung) mit 122 Punkten. Geleitet wurde diese Landesvermessung durch Christian August Nagel, wonach die Triangulationssäulen auch als „Nagelsche Säulen“ bezeichnet werden. Dieses Vermessungssystem war eines der modernsten Lagenetze in Deutschland. Die hierfür gesetzten Vermessungssäulen blieben fast vollständig an ihren ursprünglichen Standorten erhalten. Sie sind ein eindrucksvolles Zeugnis der Geschichte der Landesvermessung in Deutschland sowie in Sachsen. Das System der Vermessungssäulen beider Ordnungen ist in seiner Gesamtheit ein Kulturdenkmal von überregionaler Bedeutung (LfD/2013).
2. ↑  Dorfkirche Reinhardtsdorf mit schöner Innenausstattung.
Auf dem Kirchhof u. a. Kindergedenkplatte für Johann Georg Gottwalt (geb. und gest. 1702), Sandstein-Grabmal für den Steinbruchbesitzer Mathias Bodechtel (gest. 1904) und seine Frau, Sandstein-Grabmale der Familien Kühn und Heinrich (um 1860), drei Sandstein-Grabmale der Familie Hering (um 1850/1875). – Kriegerdenkmal für die Gefallenen des Ersten Weltkrieges (nach 1918, nach 1945 durch Inschrift „Die Toten der beiden Weltkriege mahnen“ ergänzt). Beschreibung der Sachgesamtheit (Silke Epple, 21. Juni 2012). 

Bauliche Schutzgüter – Gebäude: Kirche, Torhaus, Brunnenhaus aus Sandstein mit Wasserbecken, Aufbahrungshalle (Sachgesamtheitsteil). Einfriedung: Sandsteinmauer, zum Teil als Stützmauer. 

Erschließung: Zugänge: Hauptzugang durch Torhaus im Südwesten mit zweiflügeligem Holztor, Nebenzugang von Norden, zweiflügeliges Metalltor (neu), Wegesystem: vorhanden, Wege zum Teil mit Sandsteinplatten belegt. 

Gedenksteine: Denkmal für die Gefallenen der beiden Weltkriege, mehrere historische Grabsteine. 

Vegetation: Alleen und Baumreihen: Reste einer Lindenreihe entlang der westlichen Mauer, Reste einer Lindenallee vom nördlichen Eingang zur Kirche führend, Einzelbäume: Linden (Tilia spec.). Sonstige Schutzgüter: Blickbeziehung: ins Dorf.
3. ↑  Evangelische Pfarrkirche Reinhardtsdorf. Saalkirche mit 3/8-Schluss und Dachreiter. Die spätmittelalterliche Kirche, 15./16. Jh., wurde 1675–1689 im Inneren umgestaltet. Am Chor Strebepfeiler. Die rundbogigen Fenster mit nachgotischem Maßwerk. Reich geschmückt das Westportal mit Engelfiguren, von Heinrich Weingarten, Pirna, bezeichnet 1675. Oktogonaler Dachreiter über dem Westgiebel, mit Haube, Laterne und Zwiebel, 1688. Verputztes Bruchsteinmauerwerk. Das Innere anziehend durch den einheitlichen Eindruck, hervorgerufen durch die Malereien an Flachdecke, den beiden Emporen an Nord- und Westseite sowie am Gestühl, Gemälde von Gottfried Scheucker und Johann Georg Walter, vollendet 1711 (Datum an der Decke). An der oberen Empore ist das Alte Testament verbildlicht, beginnend mit der Schöpfungsgeschichte, an der unteren Empore das Neue Testament, an der Decke im Ostteil die Dreifaltigkeit, im Westteil das Jüngste Gericht, am Pfarrstuhl gegenüber der Kanzel die theologischen Tugenden, dazu Demut, die Türen des Gestühls mit Blumen bemalt. 

Der Altar von 1681 mehrgeschossig, mit Gemälden Abendmahl, Kreuztragung und Kreuzigung, als Abschluss Skulptur des Auferstandenen, reizvolle schmiedeeiserne Gitterschranke. Die hölzerne Kanzel am Korb mit Figuren Christi und der Evangelisten, bezeichnet 1615. Taufstein von 1615. An der Südseite Altarretabel, bezeichnet 1521, im Schrein Skulptur der Anna Selbdritt, auf den Flügeln innen Reliefs, links die hll. Wenzel und Veit, rechts Martin und Nikolaus, außen Gemälde, Kaiser Heinrich d. Hl. und hl. Wolfgang, monogrammiert CM. (Dehio Sachsen I, 1996). 

Kirche: schöne Innenausstattung, Kriegerdenkmal für die Gefallenen des Ersten Weltkrieges (nach 1918, nach 1945 durch Inschrift „Die Toten der beiden Weltkriege mahnen“ ergänzt),
Grabdenkmale auf dem Kirchhof:
  - Kindergedenkplatte für Johann Georg Gottwalt (geb. und gest. 1702), südliche Kirchenwand.
  - Sandstein-Grabmal für den Steinbruchbesitzer Mathias Bodechtel (gest. 1904) und seine Frau.
  - zwei Sandstein-Grabmale der Familien Kühn und Heinrich (um 1860), südliche Kirchenwand.
  - drei Sandstein-Grabmale der Familie Hering (um 1850/1875), nordöstlich der Kirche.